# Наполеон Луи Бонапарт
Наполеон Луи Бонапарт (фр. Napoleon Louis Bonaparte; 11 октября 1804 — 17 марта 1831) — великий герцог Бергский в 1809—1813 годах, король Голландии в 1810 году. 
Второй сын голландского короля Луи Наполеона и Гортензии Богарне. По отцу — племянник Наполеона, по матери — внук его жены Жозефины.

## Биография
В 1807 году умер Наполеон Карл, старший брат Наполеона Луи, и он, будучи всего четырёхлетним ребёнком, стал наследником голландского престола. Так как Наполеон Бонапарт в то время не имел детей, а Наполеон Луи оказался его старшим племянником, то это сделало его ещё и потенциальным наследником престола французской империи (эта возможность исчезла 20 марта 1811 года, когда у Наполеона Бонапарта родился сын — Наполеон II). В 1809 году Наполеон Бонапарт дал Наполеону Луи титул «великого герцога Бергского» (который Наполеон Луи носил до 1813 года).
В 1810 году Наполеон, недовольный братом, который проводил собственную политику и стремился отстаивать интересы голландцев, заставил Луи Бонапарта отречься от престола в пользу Наполеона Луи, а несколько дней спустя объявил об аннексии всей Голландии Францией; таким образом в течение нескольких дней Наполеон Луи формально был королём Голландии.
Когда в 1815 году после битвы при Ватерлоо к власти во Франции вновь пришли Бурбоны, то Наполеон Луи отправился в изгнание. Он и его младший брат Луи-Наполеон Бонапарт поселились в Италии. Они придерживались либеральных взглядов и связались с карбонариями, которые боролись против австрийцев, контролировавших север Италии. 17 марта 1831 года при бегстве из Италии в связи с преследованиями карбонариев Наполеон Луи умер от кори в Форли (Папская область). Похоронен в Сен-Лё-ла-Форе (Франция).
25 сентября 1808 года был награждён орденом Св. Андрея Первозванного.

## Семья
Наполеон Луи Бонапарт был женат на своей кузине Шарлотте Наполеон, дочери Жозефа Бонапарта (старшего брата Наполеона Бонапарта). Детей у них не было.